# ノゼマ症
ノゼマ症（のぜましょう、英:Nosemosis）とはNosema apis感染を原因とするミツバチの感染症。
日本では家畜伝染病予防法において届出伝染病に指定されており、対象動物はミツバチ。なお、日本獣医学会の提言で法令上の名称が「ノゼマ病」から「ノゼマ症」に変更された。

## 概要
ミツバチノゼマ原虫（ノゼマ・アピス）の胞子(芽胞)に汚染された貯蜜が感染源で、罹患した蜂は糞中に原虫を排泄する為、巣箱内を汚染し感染が拡大する。春と秋に発生が多く発生する。症状は腹部膨満や飛翔不能、また寿命の短縮や感染群での卵の孵化率が悪化による巣群の弱小化を引き起こす。診断には体内に原虫の存在を確認する。
エチレンオキシドや酢酸による巣箱の燻蒸消毒による予防が行われるが、認可された有効な薬剤はない。